# Hieracium klisurae
Hieracium klisurae es una especie de planta con flor del género Hieracium, de la familia Asteraceae, orden Asterales.

## Taxonomía
Fue descrita científicamente por Zahn.
Tratamiento taxonómico
La especie aparece registrada en una sección de la publicación Magyar Bot. Lapok.